# Zadock Cook
Zadock Cook (* 18. Februar 1769 in Colony of Virginia; † 3. August 1863 in Athens, Georgia) war ein US-amerikanischer Politiker. Zwischen 1816 und 1819 vertrat er den Bundesstaat Georgia im US-Repräsentantenhaus.

## Werdegang
Der genaue Geburtsort von Zadock Cook ist unbekannt. Er kam schon in seiner Jugend nach Georgia und wurde einer der ersten Siedler im Clarke County. Cook hat keine Schulen besucht, sondern sich das nötige Grundwissen selbst beigebracht. Im Jahr 1793 war er Fähnrich in der Miliz im Washington County; 1796 wurde er Hauptmann der Miliz im Hancock County.
Politisch war Cook Mitglied der von Präsident Thomas Jefferson gegründeten Demokratisch-Republikanischen Partei. In den Jahren 1806 und 1807 saß er als Abgeordneter im Repräsentantenhaus von Georgia, von 1810 bis 1814 gehörte er dem Staatssenat an. Nach dem Rücktritt des Abgeordneten Alfred Cuthbert wurde Cook bei der fälligen Nachwahl für den vierten Sitz von Georgia als dessen Nachfolger in das US-Repräsentantenhaus in Washington, D.C. gewählt, wo er am 2. Dezember 1816 sein neues Mandat antrat. Nach einer Wiederwahl konnte er bis zum 3. März 1819 im Kongress verbleiben.
Im Jahr 1822 war Cook erneut Abgeordneter im Repräsentantenhaus von Georgia. Zwischen 1823 und 1824 war er auch noch einmal Mitglied des Staatssenats. Danach zog er sich auf seine Plantage bei Watkinsville zurück, die er bewirtschaftete.